# Orthopoxvirus
O Orthopoxvirus é um dos maiores vírus que infectam seres humanos, com cerca de 300 nanômetros de diâmetro (nm), o que é suficientemente grande para ser visto como um ponto ao microscópio óptico (o único vírus que causa doença também visível desta forma é o vírus do molusco contagioso). O mais famoso membro deste gênero é o Varíola virus, que causa a varíola.

## Distribuição
Alguns Orthopoxvirus tem a capacidade de infectar espécies não hospedeiras, tais como o vírus da varíola dos macacos que é capaz de estabelecer a infecção em seres humanos.

## Doença em humanos
Os vestígios do vírus variólico foram encontrados em 2016, em uma múmia infantil enterrada em uma cripta de uma igreja na Lituânia, que data de cerca de 1654

### Transmissão em laboratório
Aerossóis de vírus concentrado podem resultar em infecção Orthopox, especialmente em indivíduos não imunizados.